# Ліам Сміт
Ліам Марк Сміт (англ. Liam Mark Smith; 28 липня 1988, Ліверпуль) — британський професійний боксер, чемпіон світу за версією WBO (2015—2016) у першій середній вазі.

## Ранні роки
Ліам Сміт ріс у великій сім'ї — у нього три брата та дві сестри. Усі його брати (Пол, Стівен, Каллум) займалися боксом і згодом стали професійними боксерами.

## Професіональна кар'єра
Ліам Сміт мав нетривалу аматорську кар'єру й у жовтні 2010 року дебютував на професійному рингу.
2012 року завоював вакантний титул чемпіона Співдружності у першій середній вазі, а 2013 — вакантний титул чемпіона Великої Британії BBBofC British.
2014 року завоював вакантний титул континентального чемпіона за версією WBA. 2015 року завоював вакантний титул інтерконтинентального чемпіона за версією WBO.
10 жовтня 2015 року в бою за вакантний титул чемпіона світу за версією WBO у першій середній вазі переміг технічним нокаутом в сьомому раунді Аполло Томпсона (США). У першому захисті звання чемпіона Ліам Сміт переміг технічним нокаутом в сьомому раунді до того непереможного співвітчизника Джиммі Келлі.
17 вересня 2016 року в третьому захисті звання чемпіона зустрівся в бою з Саулем Альваресом (Мексика), і той відібрав у британця титул чемпіона, нокаутувавши у дев'ятому раунді.
8 квітня 2017 року Ліам Сміт зустрівся в бою за звання «тимчасового» чемпіона за версією WBO зі співвітчизником Ліамом Вільямсом і переміг його, але через перевищення на передматчевому зважуванні ліміту ваги не зміг виграти титул.
21 липня 2018 року зустрівся в бою з чемпіоном світу за версією WBO у першій середній вазі Хайме Мунгуя (Мексика) і програв одностайним рішенням.
Здобувши у 2019 році три перемоги, 7 травня 2021 року зазнав третьої в кар'єрі поразки від Магомеда Курбанова (Росія). В наступних боях здобув чотири перемоги нокаутами над Ентоні Фавлером (Велика Британія), Джессі Варгасом (США), Хассаном Мвакіньо (Танзанія) в першій середній вазі і Крісом Юбенком (Велика Британія) у середній вазі.
2 вересня 2023 року відбувся бій-реванш між Ліамом Смітом і Крісом Юбенком.
У цьому поєдинку Сміт не зміг зробити нічого. Бій пройшов за повного домінування Юбенка, який надсилав Ліама в нокдауни у четвертому і десятому раундах, змусивши рефері після ще однієї потужної атаки Юбенка зупинити бій в десятому.